# سروان‌لار، آغجه‌بدی
سروان‌لار، آغجه‌بدی (به ترکی آذربایجانی: Sarvanlar) یک منطقهٔ مسکونی در جمهوری آذربایجان است که در شهرستان آغجه‌بدی واقع شده‌است. سروان‌لار ۵۲۲ نفر جمعیت دارد.